# Aristóbulo Menor
Aristóbulo foi um irmão de Herodes Agripa I e de Herodias, ele era neto de Herodes, o Grande.

## Família
Aristóbulo era filho de Aristóbulo e Berenice. Seus pais, Aristóbulo e Berenice, eram primos, e tiveram três filhos, Herodes Agripa I, Herodes de Cálcis e Aristóbulo; Herodias, citada como filha de Aristóbulo e irmã de Herodes Agripa I e de Aristóbulo, provavelmente também era filha de Aristóbulo e Berenice. Aristóbulo, pai deste Aristóbulo, era filho de Herodes, o Grande e Mariana, a neta de Hircano II. Berenice era filha de Costóbaro e Salomé, irmã de Herodes.
Aristóbulo casou-se com Jotapa, filha de Samsigéramo II, rei de Emesa, com quem teve uma filha surda, Jotapa.

## Rivalidade com Herodes Agripa I
Pouco antes da morte de Herodes, o Grande, Herodes Agripa I foi viver em Roma, e tornou-se amigo de Druso, filho de Tibério, e Antônia, sua esposa, que admirava Berenice, mãe de Agripa, e queria que Agripa prosperasse.
Após a morte de Berenice, Agripa dissipou sua fortuna, e, com a morte de Druso, Tibério não quis mais receber os amigos do seu filho. Sem dinheiro, Agripa voltou para a Judeia, e pensou em se suicidar, mas foi dissuadido por sua esposa Cipros, que escreveu a Herodias, irmã de Agripa e, no momento, casada com o tetrarca Herodes, pedindo ajuda. O tetrarca, porém, o humilhou, e Agripa foi se encontrar com Flaco, que havia sido seu amigo em Roma, havia sido cônsul e agora era o governador romano da Síria.
Aristóbulo também estava vivendo com Flaco, ele e seu irmão Herodes Agripa I eram rivais, mas Flaco conseguia se manter amigo de ambos. Quando houve uma disputa entre Damasco e Sidom a respeito de fronteiras, a embaixada de Damasco, sabendo da amizade de Agripa com Flaco, corrompeu Agripa com uma grande soma, mas Aristóbulo soube disso, contou a Flaco, e este deixou de ser amigo de Agripa. Nos eventos que se seguiram, Agripa voltou a Roma; ele se tornou amigo de Calígula, e recebeu a tetrarquia de Herodes quando Calígula se tornou imperador.

## Participação no episódio da estátua de Calígula no templo de Jerusalém
Quando Calígula ordenou a Petrônio, governador romano da Síria, que invadisse a Judeia e colocasse uma estátua sua no templo de Jerusalém, vários judeus ofereceram suas vidas a Petrônio, pois preferiam morrer a ver o templo de Jerusalém profanado.
Aristóbulo, irmão do rei Agripa, com Elias, o Grande, junto com vários judeus de famílias importantes, foram até Petrônio, explicando a aversão que os judeus tinham à presença da estátua; Petrônio, em parte por causa dos argumentos de Aristóbulo e dos outros, em parte por vontade mostrada pelos judeus, e por não querer massacrar dezenas de milhares de inocentes, resolveu enviar a carta para Calígula, que contava a determinação dos judeus. Calígula acabou cedendo, por causa de um pedido de Agripa, mas ordenou a Petrônio que se suicidasse, por ter desobedecido sua ordem; por providência divina, a carta condendo Petrônio se atrasou, e chegou depois da mensagem que falava da morte de Calígula.